# Birkholm
- Diện tích: 92 ha.
- Dân số: 10 (1.1.2006)

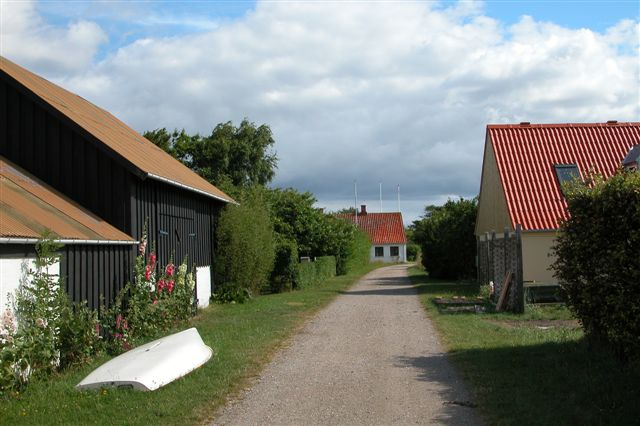
Làng Birkholm

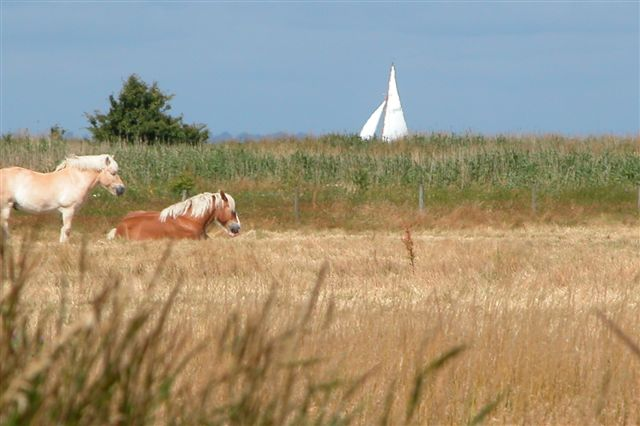
Cảnh Birkholm với đê

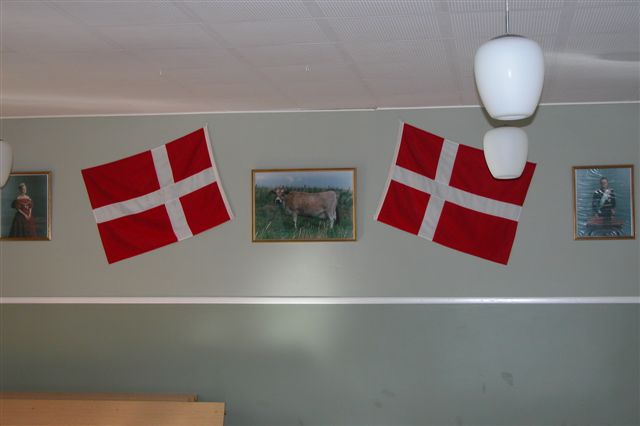
Hình bò cái Yrsa ở nhà hội họp Birkholm

- Điểm cao nhất: 2 m trên mực nước biển.

Birkholm là 1 đảo nhỏ của Đan Mạch, nằm ở phía nam đảo Fyn giữa các đảo Tåsinge, Strynø và Hjortø. Đảo có diện tích 92 ha và có 10 cư dân (ngày 1.1.2006). Vì địa thế thấp, đảo được bao bọc bởi các đê chống lụt. Đê làng cao 2,8 m, dài 2.100 m, bao quanh các nhà. Bên ngoài đê làng là đê cảng, thấp hơn. Làng trên đảo có 19 nhà và 1 nhà hội họp.
Trước kia, dân sống chủ yếu bằng nghề nông và nghề đánh bắt cá. Giữa thập niên 1990, người nông dân cuối cùng đã bỏ nghề nông, từ đó đất được nghỉ ngơi để cho gia súc ăn cỏ.
Về hành chính, từ năm 1964, Birkholm thuộc thị xã Marstal, nay thuộc thị xã Ærø
Về giao thông, có tàu bưu điện từ Marstal (đảo Ærø) tới Birkholm mất khoảng 30 phút. Nửa năm mùa hè tàu chạy mỗi ngày 2 chuyến đi và về, nửa năm mùa đông, mỗi ngày 1 chuyến đi và về.

## Lịch sử
- 1231 Birkholm được ghi vàơ Sổ địa bạ của vua Valdemar. Lúc đó đảo chỉ là rừng hoang không có người cư ngụ, được dùng làm khu săn bắn cho nhà vua. Các cư dân thứ nhất tới đảo dường như trong thế kỷ 13, không rõ từ đâu đến.
- Từ thập niên 1550 Birkholm cùng với đảo Hjortø và Skarø, trực thuộc giáo xứ Drejø. Mỗi tháng dân đi tàu, thuyền tới nhà thờ Drejø một lần.
- 1870 Birkholm có 89 cư dân, dân số cao nhất từ trước tới nay.
- 1872 Birkholm bị bão lụt, nhà cửa bị ngập nước. Các người dân phải lên trần nhà hoặc mái nhà, nhưng không ai thiệt mạng. Sau trận bão lụt đó, đảo chỉ còn lại 2 nhà và phần lớn đàn gia súc đều bị chết.
- 1874 đảo lại bị lụt. Lần này nhà cửa không bị hư hại nhiều, nhưng đồng ruộng không cày cấy được trong nhiều năm. Sau đó ít lâu người ta bắt đầu đắp đê chống lụt.
- 1876, 11 nhà bị cháy, sau đó dần dần được xây dựng lại ở giữa làng.
- 1912, nhà hội họp được xây dựng. Nhà này cũng được dùng làm nơi xay lúa, trước đó người ta phải mang lúa tới xay ở đảo Strynø
- Cho tới năm 1920 đảo thuộc quyền sở hữu của Tranekær Gods. Trong thời gian 1920-1936 dân cư mua lại đảo.
- Từ tháng 12/1937 dân đảo tổ chức cuộc săn bắt thỏ rừng sống hàng năm bằng lưới. Người ta quây lưới rồi khua cho thỏ chạy vào lưới. Thỏ sống này được xuất khẩu sang Anh, Pháp và Ý.
- 1976 bờ đê bao ngoài bị vỡ. Khu đất giữa đê cảng và đê làng bị ngập. Sau đó dân làng đã củng cố lại đê ngoài.
- 1987 Cơ quan quản lý Thiên nhiên và Rừng Đan Mạch cấm xuất cảng thỏ rừng sống, người ta chỉ bắt thỏ để bán trong nước. Tuy nhiên tới năm 1989 thì việc săn thỏ bị cấm hẳn.
- 1992 cảng tàu thuyền mới được khai trương, có thể chứa được 40 tàu thuyền nhỏ.
- 1995 con bò cái già nhất Đan Mạch, con Yrsa, sống ở Birkholm, được chuyển tới làng trên đảo Fyn, nơi đây nó chết năm 28 tuổi. Con bò này có dấu của nữ hoàng Margrethe II phía bên trái và dấu của ông hoàng Henrik (chồng nữ hoàng) ở bên phải, khi được tuyên dương ở nhà hội họp của đảo.
- 2006 tàu phà bưu điện tốc hành "Birkholmposten" được khai trương trên tuyến đường Marstal-Birkholm.